# C/2014 UN271 (Bernardinelli-Bernstein)
C/2014 UN271 (Bernardinelli-Bernstein), initialement 2014 UN271, est une comète du nuage de Oort ayant le plus gros noyau cométaire connu à ce jour, évalué à 137 km de diamètre. Elle a été découverte par les astronomes Pedro Bernardinelli et Gary Bernstein dans des images d'archives du Dark Energy Survey.

## Historique
Lorsqu'elle a été imagée pour la première fois, en octobre 2014, elle se trouvait à 29 unités astronomiques (4,3 milliards de kilomètres) du Soleil, presque aussi loin que Neptune. Au 24 juin 2021, elle est à 20,2 unités astronomiques (3,0 milliards de kilomètres) du Soleil (distance comparable à celle d'Uranus) et continue de s'en approcher. Elle atteindra son périhélie à 10,6 unités astronomiques (1,6 milliard de kilomètres, juste en dehors de l'orbite de Saturne) fin janvier 2031.

## Caractéristiques physiques
La magnitude absolue de 2014 UN271 qui est de 5,8 suggère un corps d'environ 140 kilomètres de diamètre. Cependant, si de l'activité cométaire était déjà présente lors des premières observations, cet objet pourrait être beaucoup plus petit. Une nouvelle mesure réalisée grâce au réseau d'antennes Alma a permis de déterminer la taille de son noyau : 137 km de diamètre soit quasiment le double de la plus grosse comète avant celle-ci, Hale-Bopp (74 km), et en seconde position après 95P/Chiron. Le 22 juin 2021, l'activité cométaire fut observée et rapportée par Tim Lister à l'Observatoire de Las Cumbres, en Californie, et par Luca Buzzi au SkyGems Remote Telescope, en Namibie. La distance héliocentrique de l'objet était de 20,18 unités astronomiques (3,02 milliards de kilomètres) et il était plus brillant qu'attendu, avec une chevelure d'environ 15 secondes d'arc de large selon SkyGems. De l'activité cométaire a déjà été observée à des distances pouvant atteindre 25,8 unités astronomiques (3,86 milliards de kilomètres) pour quelques comètes, notamment C/2010 U3 (Boattini) (en). À de telles distances, l'activité cométaire peut provenir d'espèces supervolatiles comme le monoxyde de carbone (CO) et le dioxyde de carbone (CO2).

## Orbite

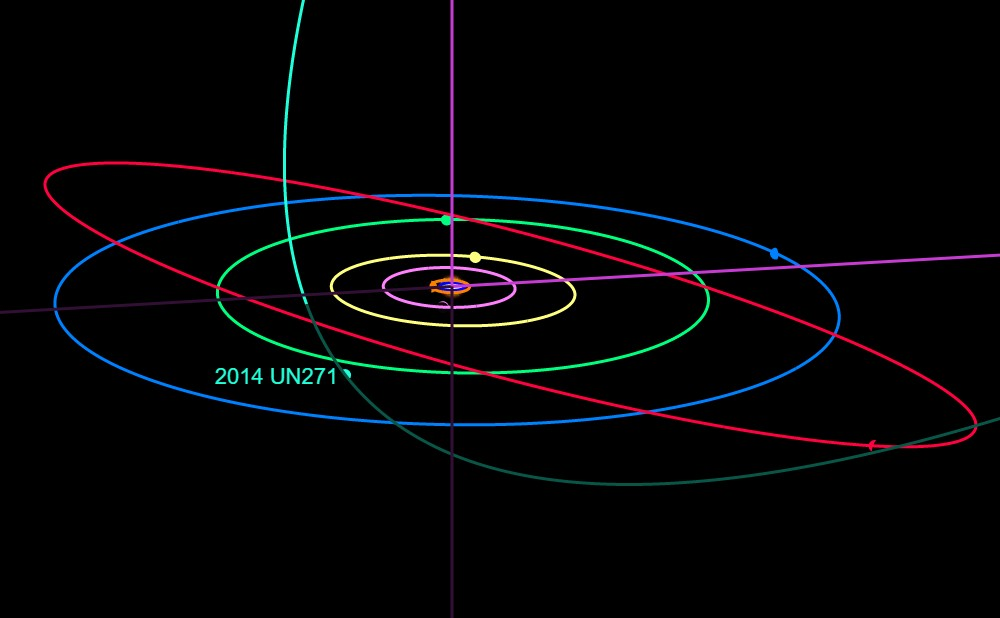
La comète 2014 UN271 est en train de rentrer dans la région planétaire de notre système solaire depuis le nuage d'Oort. Elle s'en approchera à 10,1 UA en 2031.

Avec un arc d'observation de plusieurs années utilisant des dizaines d'observations, l'orbite de C/2014 UN271 est connue avec une assez grande précision. En utilisant l'époque 1950, JPL Horizons montre que 2014 UN271 a mis environ 1,5 million d'années pour parcourir la moitié d'une orbite, depuis sa distance la plus éloignée, à 40 000 unités astronomiques (0,6 année-lumière), dans le nuage de Oort. La comète atteindra son périhélie (le point de son orbite le proche du Soleil) vers le 29 janvier 2031 à une distance de 10,95 unités astronomiques, ce qui est juste au-delà de l'orbite de Saturne. Elle traversera le plan de l'écliptique en août 2033, lorsqu'elle sera à environ 12 unités astronomiques du Soleil. En utilisant l'époque 2100, la période orbitale sortante sera d'environ 4,5 millions d'années, avec un aphélie à environ 55 000 unités astronomiques (0,9 année-lumière). L'objet est très peu lié au Soleil et est soumis aux perturbations de la marée galactique lorsqu'il est dans le nuage de Oort.

## Observabilité
Avec une déclinaison en avril 2025 de –65° qui la situe dans la constellation du Réticule et à proximité du Grand Nuage de Magellan, C/2014 UN271 (Bernardinelli-Bernstein) est uniquement visible depuis l'hémisphère sud actuellement. Au périhélie, la comète ne devrait guère être plus brillante que magnitude 15,5 et se situera à une distance au Soleil supérieure à 10 UA et visuellement dans la constellation du Centaure. Même à son plus grand éclat, il faudra un télescope d'environ 200-250 mm pour observer visuellement la comète mais elle sera accessible photographiquement avec un diamètre de 80 à 100 mm. Les centaures (2060) Chiron et (5145) Pholos, de taille similaire, s'approchent tous les deux plus près du Soleil que 2014 UN271 ne le fera.

## Désignation
Cet objet, qui ne montrait initialement pas d'activité cométaire, fut initialement désigné 2014 UN271, conformément aux convention de désignation provisoire des planètes mineures : 2014 est l'année de prise de l'image de découverte, U correspond au demi-mois (deuxième moitié d'octobre) et N271 est le compteur de découverte dans ce demi-mois (6788e planète mineure de ce demi-mois). Le 24 juin 2021, une fois son activité cométaire observée, l'objet a reçu la désignation cométaire C/2014 UN271 (Bernardinelli-Bernstein).
| Comète                                 | Aphélie barycentrique pré-périhélie, à l'époque 1950 (en ua) | Aphélie barycentrique post-périhélie, à l'époque 2050 (en ua) |
| -------------------------------------- | ------------------------------------------------------------ | ------------------------------------------------------------- |
| C/1980 E1 (Bowell)                     | 75 000                                                       | hyperbolique                                                  |
| C/1999 F1 (Catalina)                   | 54 000                                                       | 66 000                                                        |
| C/2003 A2 (Gleason)                    | 47 000                                                       | 15 000                                                        |
| C/2006 P1 (McNaught)                   | 67 000                                                       | 4 100                                                         |
| C/2010 U3 (Boattini)                   | 34 000                                                       | 9 900                                                         |
| C/2011 L4 (PANSTARRS)                  | 68 000                                                       | 4 500                                                         |
| C/2012 S1 (ISON)                       | hyperbolique                                                 | hyperbolique                                                  |
| C/2013 A1 (Siding Spring)              | 52 000                                                       | 13 000                                                        |
| C/2013 US10 (Catalina)                 | 38 000                                                       | hyperbolique                                                  |
| C/2014 UN271 (Bernardinelli-Bernstein) | 40 000                                                       | 55 000                                                        |
| C/2017 K2 (PANSTARRS)                  | 50 000                                                       | 1 800                                                         |
| C/2017 T2 (PANSTARRS)                  | 74 000                                                       | 3 000                                                         |